# Kurt von Fischer
Kurt von Fischer (* 25. April 1913 in Bern; † 27. November 2003 ebenda) war ein Schweizer Musikwissenschaftler, Lehrstuhlinhaber und Pianist.

## Leben
Kurt von Fischer wurde am 25. April 1913 als Sohn von Hanna von Fischer, geborene Gruner, und des Botanikers und Mykologen Eduard von Fischer in Bern geboren. Sein Urgroßonkel war der Kunsthistoriker Jacob Burckhardt. Zu seinen Vorfahren gehört auch Albrecht von Haller. Kurt von Fischer besuchte das Gymnasium Kirchenfeld, belegte ein Klavierstudium am Konservatorium Bern, das er 1935 mit dem Diplom bei Franz Josef Hirt abschloss. Später liess er sich bei Czesław Marek ausbilden. Daneben studierte er Musikwissenschaften an der Universität Bern. 1936 erhielt er sein Klavierdiplom, 1938 wurde er in Bern promoviert. Von 1938 bis 1957 wirkte er als Lehrer für Klavier und Stilkunde am Berner Konservatorium. 1948 habilitierte er sich und war von 1948 bis 1957 als an die Universität Bern bestellter Privatdozent tätig. Von 1957 bis 1979 lehrte er als Ordinarius für Musikwissenschaften an der Universität Zürich, davon 1974 bis 1976 als Dekan. Dazu hatte er Gastprofessuren in Europa, den USA (1967 an der University of Illinois) und Australien inne. Er war ab 1968 Korrespondierendes Mitglied der Akademie der Wissenschaften und der Literatur in Mainz, ab 1974 der British Academy ab 1979 der Slowenischen Akademie Ljubljana. 1980 wurde er auch Mitglied der American musicological Society. Darüber hinaus war er Ehrenmitglied weiterer wissenschaftlicher Gesellschaften und Präsident der Internationalen Gesellschaft für Musikwissenschaften in den Jahren 1967 bis 1972. Im Jahr 1974 erhielt er den Musikpreis des Kantons Bern. 1980 wurde ihm die Hans-Georg-Nägeli-Medaille der Stadt Zürich verliehen. Mit vielen bekannten Persönlichkeiten des 20. Jahrhunderts stand er in Briefwechsel, unter anderem mit Inge Borkh, Alfred Cortot, György Ligeti, Arvo Pärt, Sándor Veress, Wladimir Vogel und Jean Ziegler.
Kurt von Fischer war protestantisch, hatte 1940 die Pianistin Esther Aerni geheiratet, lebte in Erlenbach (im Kanton Zürich) und starb am 27. November 2003 im Alter von 90 Jahren in Bern. Er hatte zwei Kinder (Beat und Catherine).
Von Fischers Forschungsschwerpunkte waren die Ars nova des 14. Jahrhunderts, die Geschichte der Passionskomposition sowie Variation und das Werk Ludwig van Beethovens. Der international anerkannte Lehrer und Forscher Kurt von Fischer wurde zum Ehrenbürger der italienischen Stadt Certaldo für seine Verdienste um die Trecentoforschung ernannt.

## Schriften
- als Hrsg.: Reihe Polyphonic music of the fourteenth century. Monaco 1974–1991.
- Sämtliche Werke, Paul Hindemith. Mainz 1975.
- als Mitherausgeber: Archiv für Musikwissenschaft. Stuttgart 1952.
- Griegs Harmonik und die nordländische Folklore. Bern 1938.
- Die Beziehung von Form und Motiv in Beethovens Instrumentalwerken. Strassburg 1948; Neudruck 1972.
- Studien zur italienischen Musik des Trecento und frühen Quattrocento. Bern 1956.
- Die Variation. Köln 1956 (auch in englischer Sprache erschienen).
- als Hrsg.: Kritische Editionen von Mozarts Klaviervariationen. 1961.
- als Hrsg.: Kritische Editionen von Lassos Passionen. 1962.
- Handschriften mit mehrstimmiger Musik des 14., 15. und 16. Jahrhunderts (= Répertoire international des sources musicales. Band 4). Band 3–4. München 1972.
- als Hrsg. Polyphonic Music of the 14th-Century – Italian Sacred Music. 1976.
- Arthur Honegger. 1978.
- Essays in Musicology. New York 1989.
- Wege zu Bach. Jahresgabe 1991 der Internationalen Bach-Gesellschaft Schaffhausen. Wiesbaden 1992.
- Die Passion: Musik zwischen Kunst und Kirche. Kassel 1997.